# موسكوفيوم
الموسكوفيوم هو عنصر اصطناعي فائق الثقل في الجدول الدوري رمزه Mc وله العدد الذري 115.
كان سابقاً يسمى أنون بينتيوم وكان له الرمز المؤقت Uup، كما أنه يعرف أيضا بمسمى تحت البزموث. تم اعتماد اسم موسكوفيوم من قبل الاتحاد الدولي للكيمياء البحتة والتطبيقية في 28 نوفمبر 2016.

## تاريخ الموسكوفيوم
تم اكتشاف الموسكوفيوم في 1 فبراير عام 2004 م، عن طريق عالم روسي في دوبنا معهد جوينت للأبحاث النووية, وعلماء أمريكان في معمل لورانس ليفرمور القومي. ولا زال اكتشافهم ينتظر الموافقة عليه 
أفاد فريق البحث أنهم قاموا بقذف (العنصر95) أمريسيوم بالعنصر (رقم 20) كالسيوم لإنتاج أربعة ذرات من العنصر 115 موسكوفيوم. هذه الذرات التي أعلنوا عنها، تضمحل إلى العنصر 113 نيهونيوم في أجزاء من الثانية. ثم يبقى الأنون تريوم لمدة 1.2 ثانية قبل إضمحلاله لعناصر طبيعية.
والاسم  موسكوفيوم  هو اسم مؤقت وبحسب طريقة الاتحاد الدولي للكيمياء البحتة والتطبيقية IUPAC لتسمية العناصر قياسيا.

## موسكوفيوم في الثقافة العامة
موسكوفيوم وضع نظريا داخل جزيرة الثبات. ويمكن أن يكون هذا سبب لذكر العنصر في الثقافة العامة قبل تصنيعه فعليا.
- في عالم نظرية تآمر مركبات طائرة غير معروفة خلال عقدي الثمانينيات والتسعينيات من القرن العشرين، أكد بوب لازار أن الأنون بينتينيوم يستعمل كوقود للمركبات الطائرة غيرالمعروفة كخطوة لاستخدام أنون هيكسينيوم كقذيفة، وأن نواتج إضمحلال أنون هيكسينيوم تتضمن ضد المادة. وهذه العمليات تعتبر غير قابلة للتصديق بمفاهيم علوم الفيزياء النووية.
- وبالرجوع لهذا النوع من نظريات التآمر للكائنات الطائرة غير المعروفة، فقد ظهرت سلسلة من الألعاب الإلكترونية تسمى إكس-كوم والتي تفيد أن هناك عنصر يسمى إيليريوم-115 أو إيليريوم (الاسم خاطيء بهذا الشكل حيث أنه يرجع لكتلته الذرية بدلا من عددهِ الذري، والذي يعنى أن الإيليريوم سيكون بدون نيوترونات، وهذا غير قابل للحدوث).
- هناك نظير خيالي ثابت للموسكوفيوم في لعبة المنطقة المظلمة.
- هناك نظير خيالي ثابت للموسكوفيوم في فيلم المركز.
- هناك نظير خيالي ثابت للعنصر 115 يعمل كمصدر لطاقة آلة الزمن في البرنامج التلفازي سبعة أيام.

## وصلات خارجية
- العناصر على شبكة المعلومات - موسكوفيوم.
- موقع Apsidium - موسكوفيوم